# Växjö Maria församling
Växjö Maria församling var en församling i Östra Värends kontrakt i Växjö stift inom Svenska kyrkan som var belägen i Växjö i Växjö kommun. Församlingen uppgick 2014 i Växjö stads- och domkyrkoförsamling.
Församlingskyrka var Mariakyrkan.

## Administrativ historik
Församlingen bildades 1995 som en utbrytning ur Skogslyckans församling och utgjorde därefter till 2014 ett eget pastorat. Församlingen uppgick 2014 i Växjö stads- och domkyrkoförsamling.